# Грёна
Грёна (нем. Gröna) — деревня в Германии, в земле Саксония-Анхальт, входит в район Зальцланд в составе городского округа Бернбург.
Население составляет 537 человека (на 31 декабря 2013 года). Занимает площадь 7,68 км².

## История
Первое упоминание о поселении встречается в документах от 26 апреля 983 года.
До 2010 года Грёна образовывала собственную коммуну и подчинялась управлению Бернбург.
1 января 2010 года, после проведённых реформ, Грёна вошла в состав городского округа Бернбург в качестве района.

## Галерея

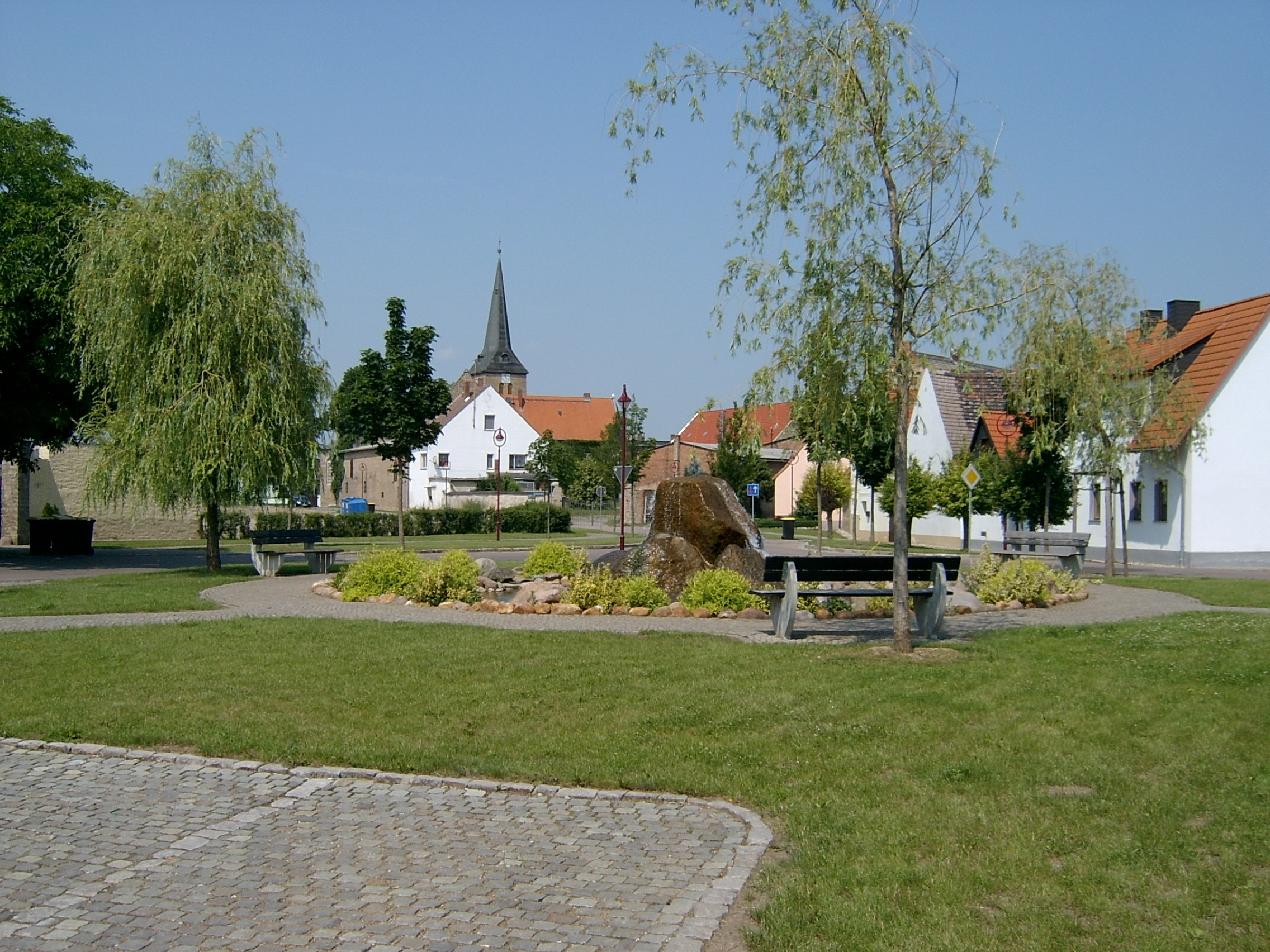
Центральная площадь
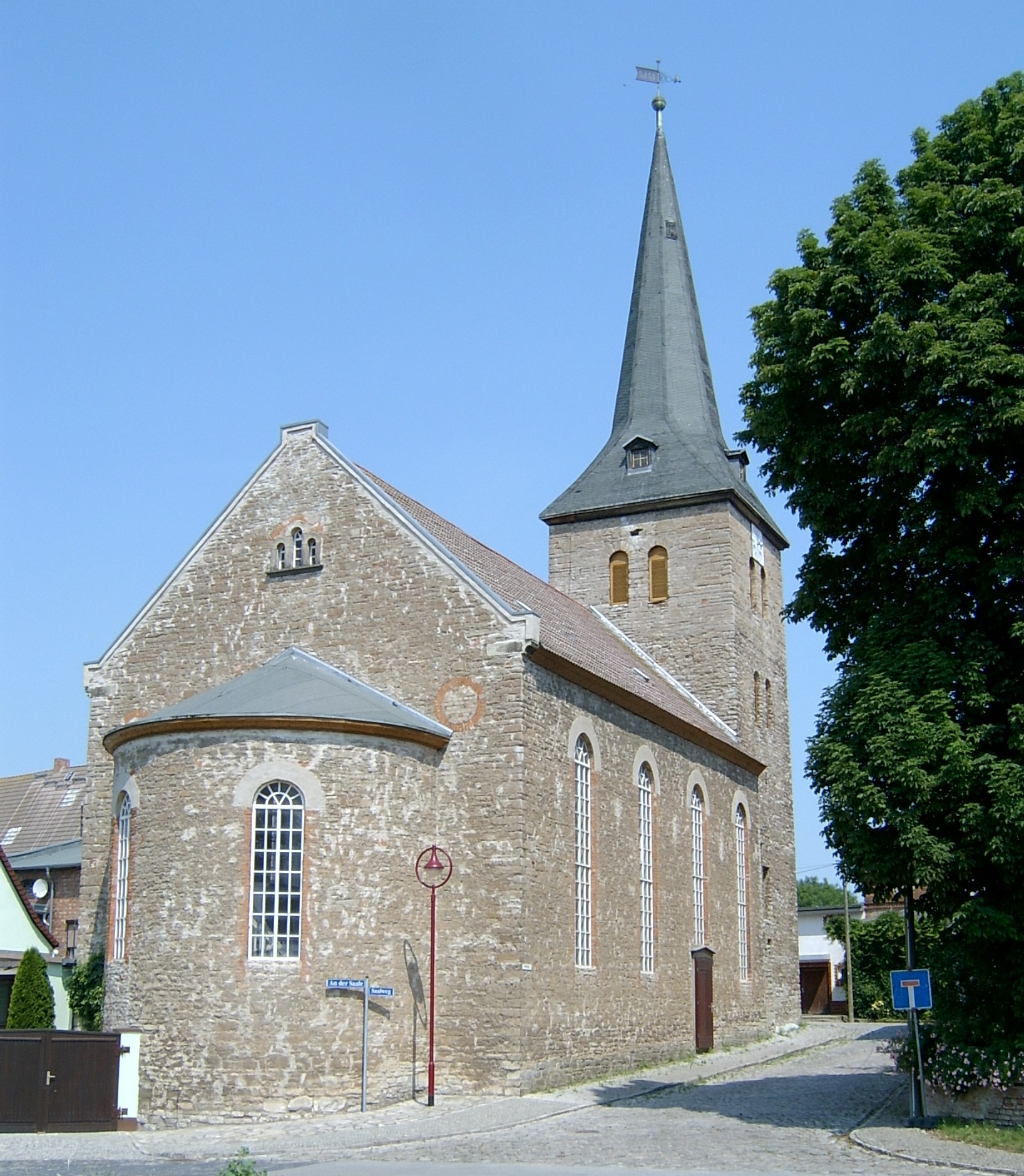
Церковь Грёны